# Impatiens paucidentata
Impatiens paucidentata är en balsaminväxtart som beskrevs av Dewild. Impatiens paucidentata ingår i släktet balsaminer, och familjen balsaminväxter. Inga underarter finns listade i Catalogue of Life.

## Bildgalleri

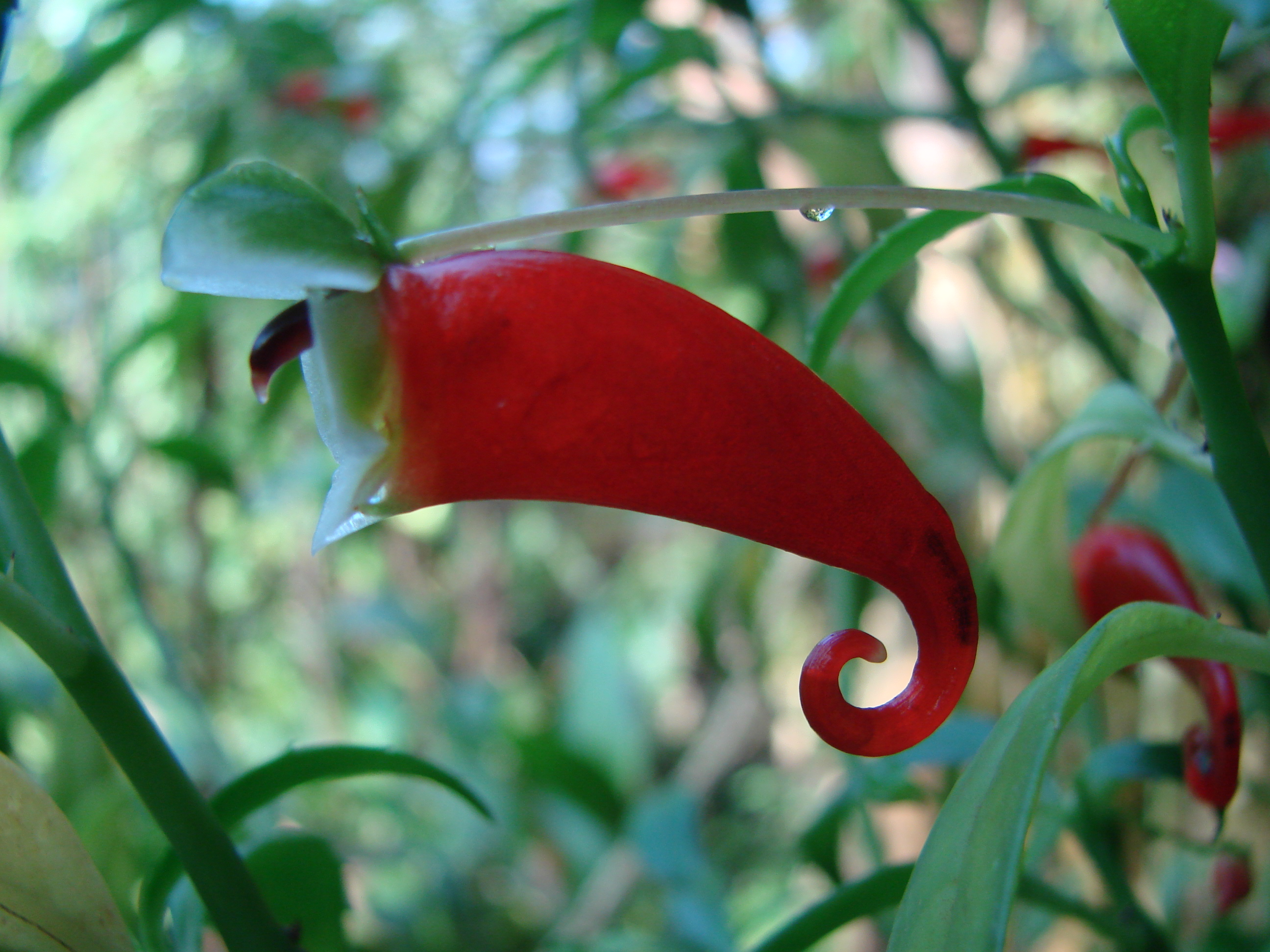
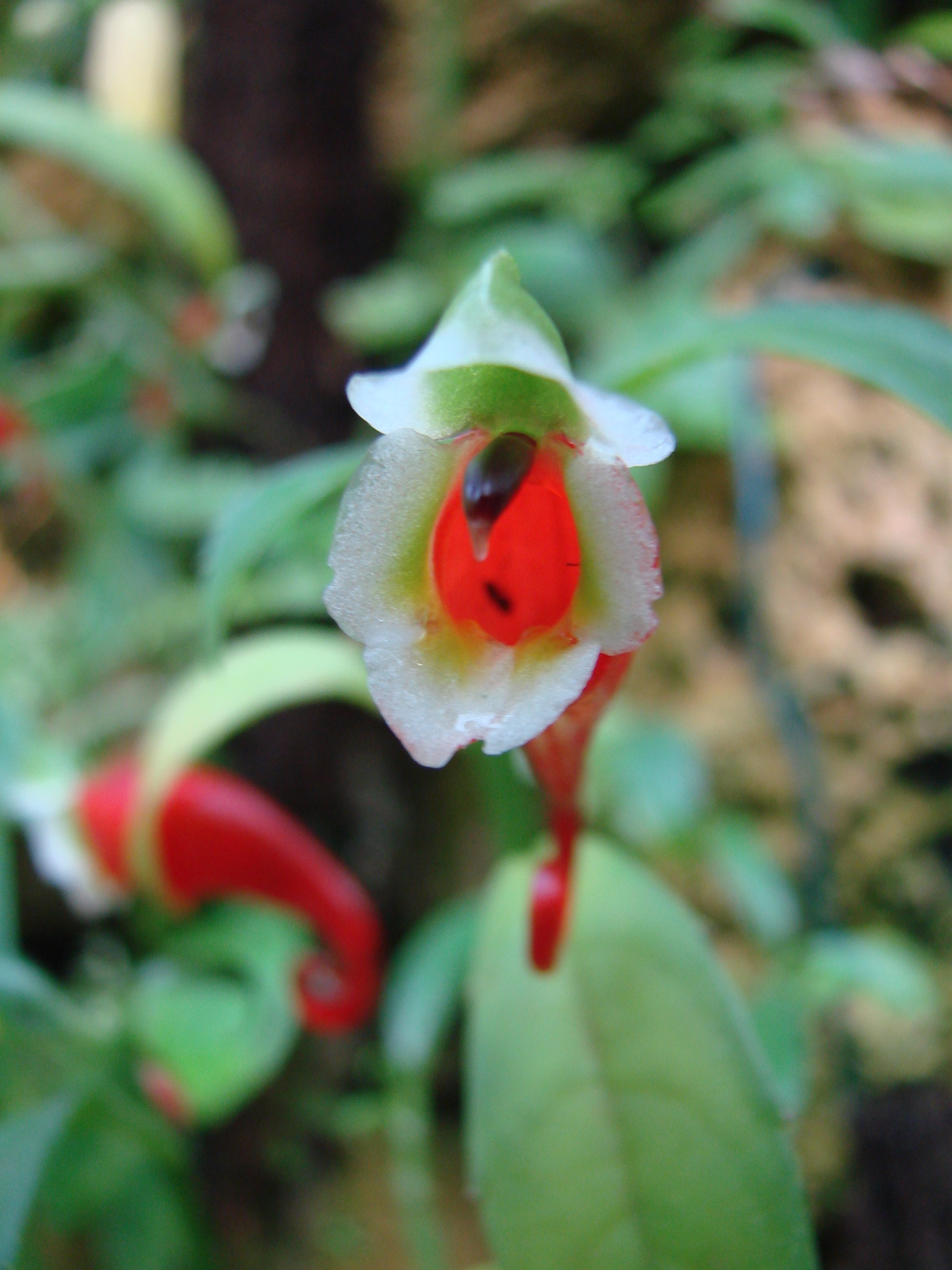
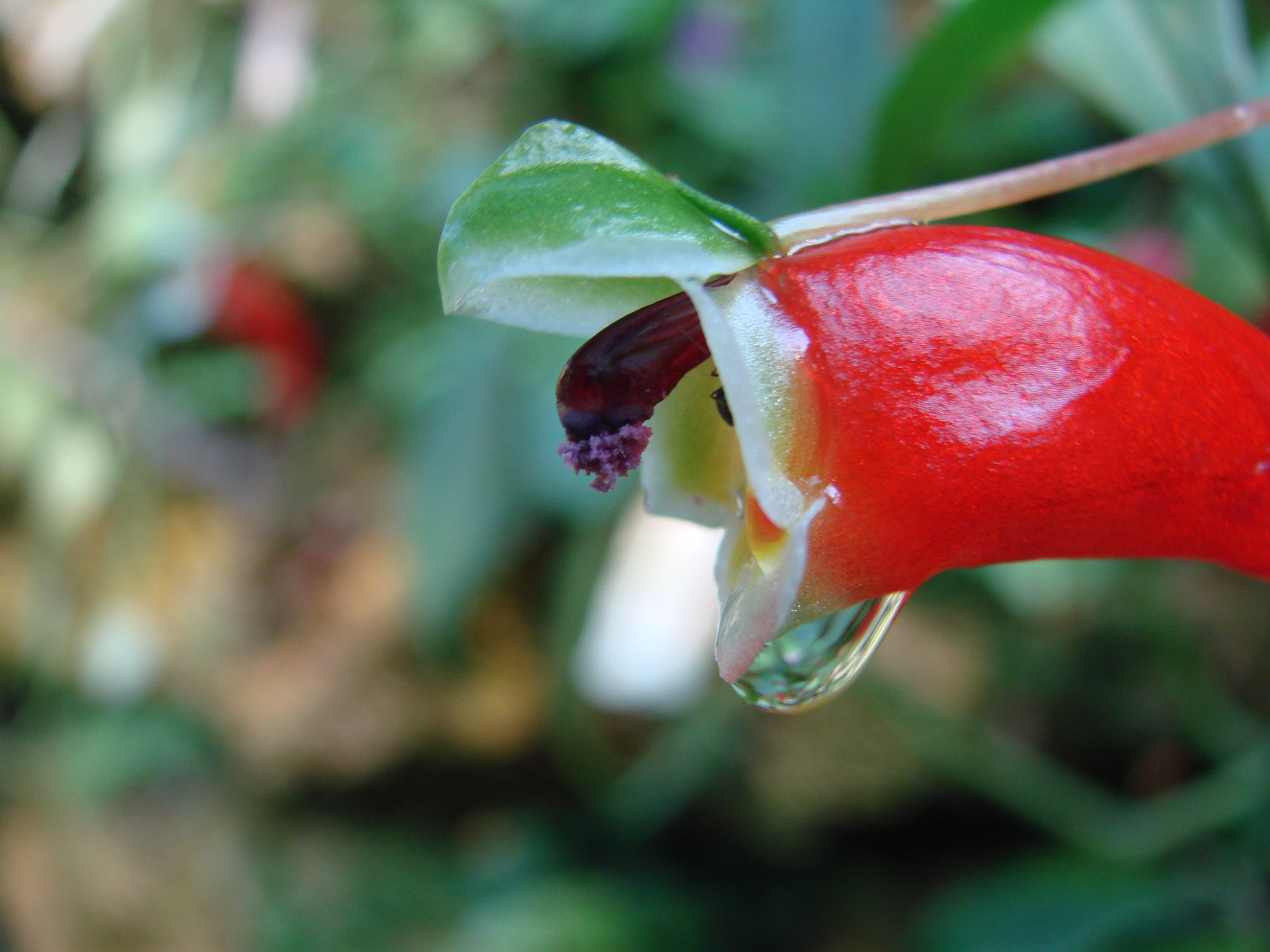
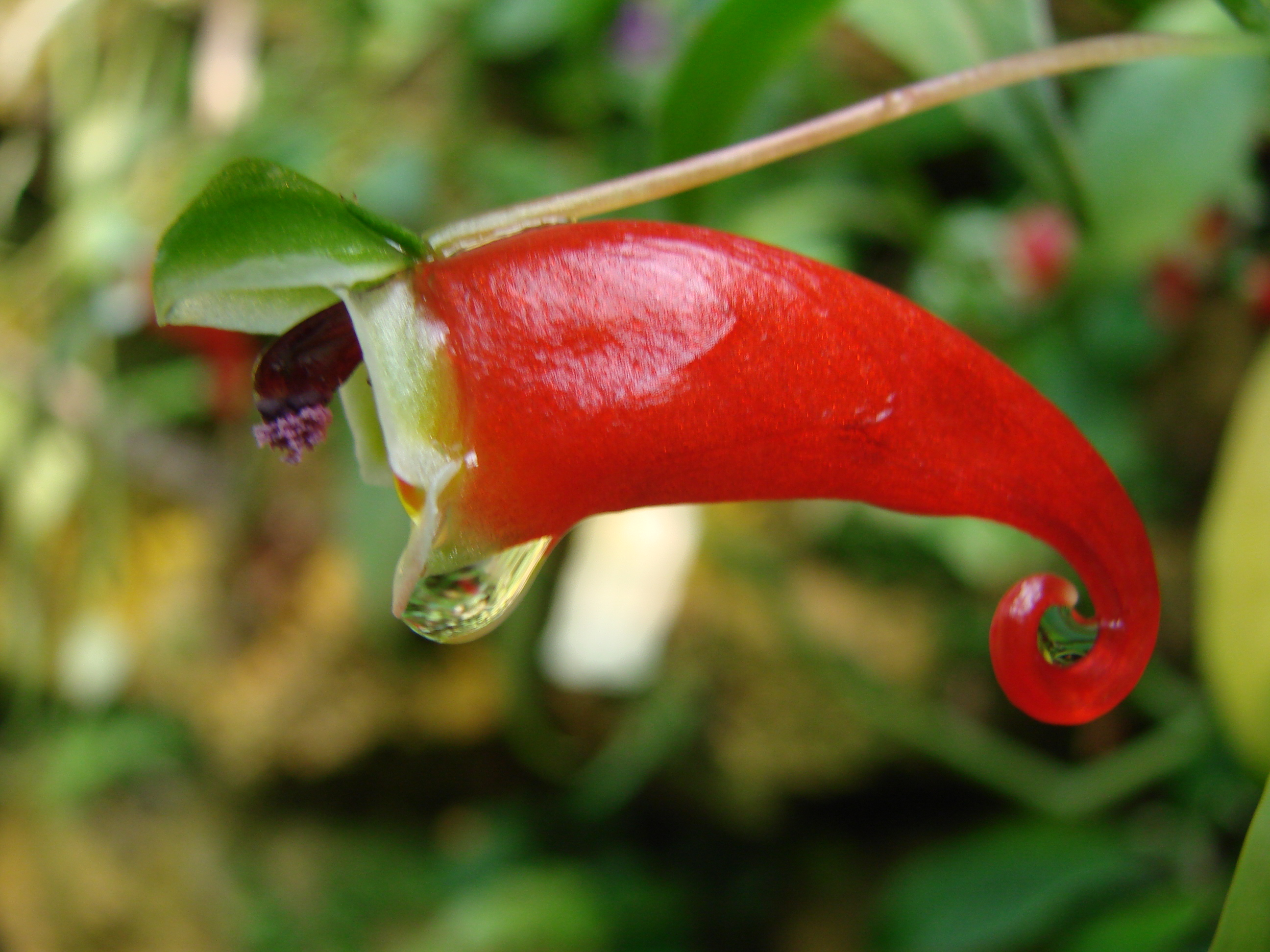
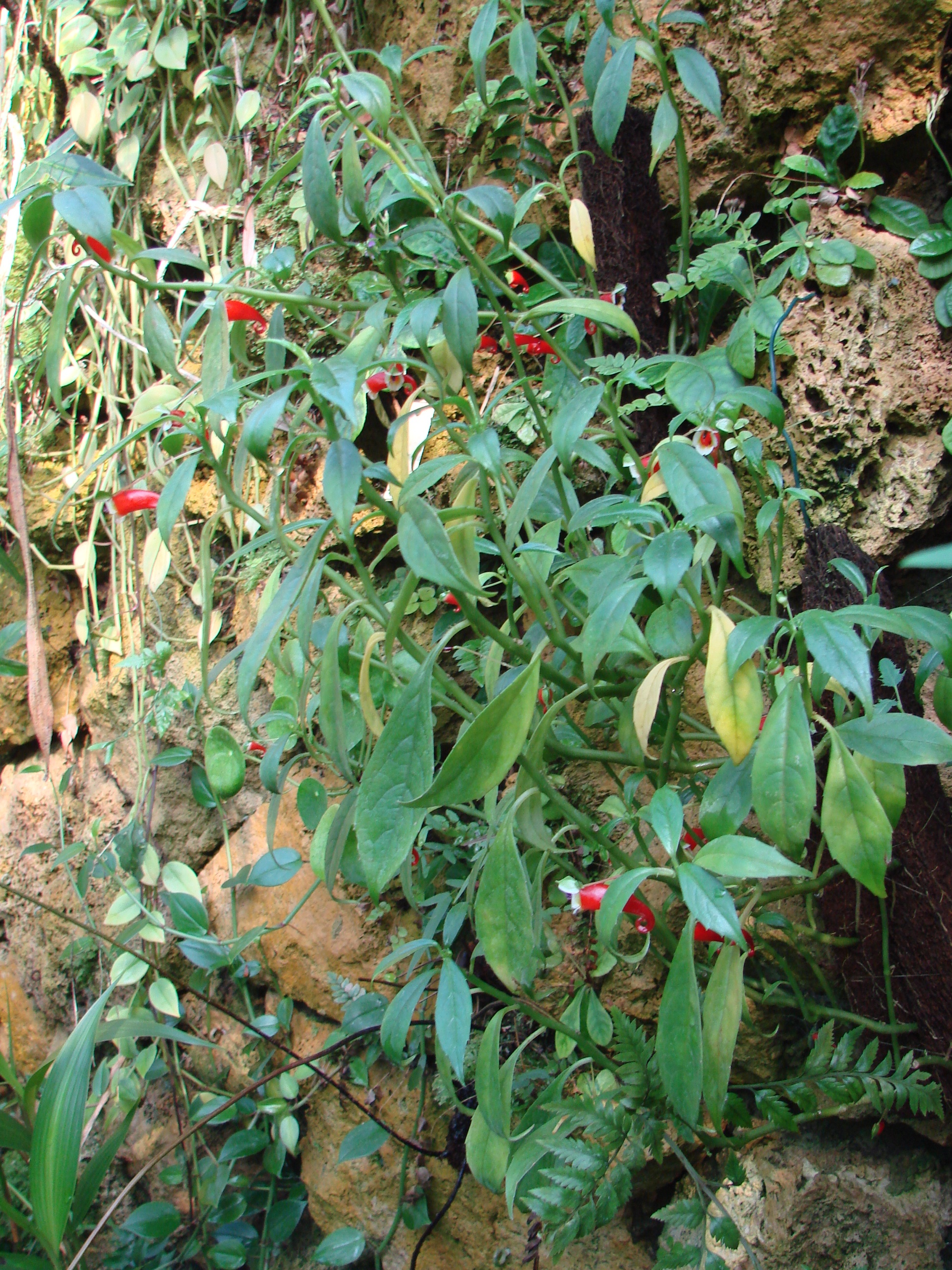